# Nelvie Tiafack
Nelvie Raman Tiafack (Buea, Camerún, 3 de enero de 1999) es un deportista alemán que compite en boxeo.
Participó en los Juegos Olímpicos de París 2024, obteniendo una medalla de bronce en la categoría de +92 kg.
En los Juegos Europeos obtuvo dos medallas, bronce en Minsk 2019 y bronce en Cracovia 2023, ambas en el peso superpesado. Ganó una medalla de oro en el Campeonato Europeo de Boxeo Aficionado de 2022.

## Palmarés internacional
| Juegos Olímpicos   | Juegos Olímpicos    | Juegos Olímpicos  | Juegos Olímpicos |
| Año                | Lugar               | Medalla           | Categoría        |
| ------------------ | ------------------- | ----------------- | ---------------- |
| 2024               | París (Francia)     | Medalla de bronce | +92 kg           |
| Juegos Europeos    |                     |                   |                  |
| Año                | Lugar               | Medalla           | Categoría        |
| 2019               | Minsk (Bielorrusia) | Medalla de bronce | +91 kg           |
| 2023               | Nowy Targ (Polonia) | Medalla de bronce | +92 kg           |
| Campeonato Europeo |                     |                   |                  |
| Año                | Lugar               | Medalla           | Categoría        |
| 2022               | Ereván (Armenia)    | Medalla de oro    | +92 kg           |